# Древняя комедия

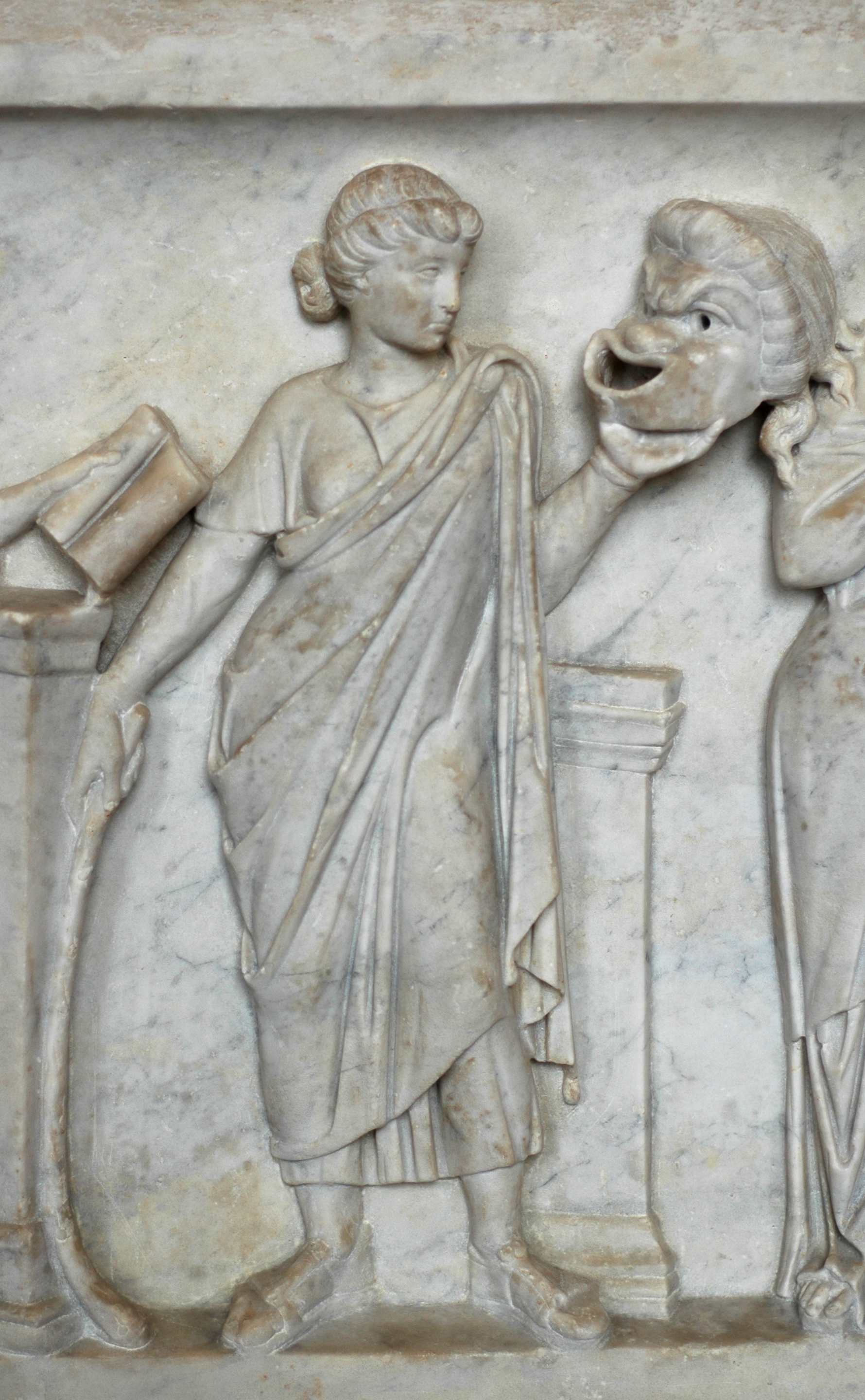
Барельеф музы комедии Талии с театральной маской на античном саркофаге. Лувр

Древняя комедия, также древняя аттическая комедия — начальный период развития жанра древнегреческой и мировой комедии. Предшественниками древней комедии стали праздничные песни деревенских шествий, фольклорные, бытовые, пародийно-мифологические шуточные сценки. После победы при Марафоне над персами в 490 году до н. э. роль демоса возросла. Народный жанр в 487 или 486 году до н. э. был допущен на праздники Великих Дионисий, а затем и Леней в честь бога виноделия Диониса. Праздники предполагали соревнование комедиографов со своими новыми произведениями. Древние комедии имели характерную структуру, содержали жёсткую политическую сатиру.
Из трудов 60 известных современникам авторов древних комедий полностью сохранились лишь 11 комедий Аристофана. Окончанием периода древней аттической комедии антиковеды считают поражение Афин в Пелопоннесской войне в 404 году до н. э. Последующий период развития жанра комедии получил название средней аттической комедии. Она отличалась не только особенностями композиции и стиля, но и отказом от острой политической сатиры.

## Происхождение. История развития

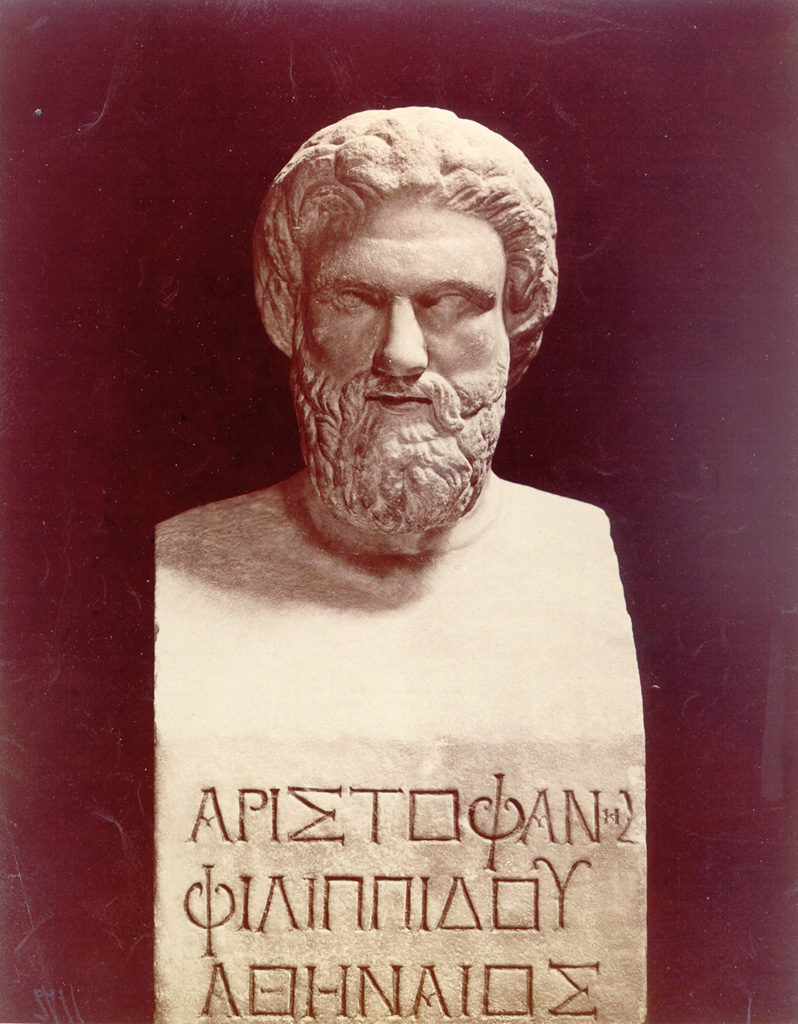
Античная герма «отца комедии» Аристофана

Термин др.-греч. κωμῳδία происходит от др.-греч. ϰώμος — «весёлое шествие» и др.-греч. ᾠδή — «песня», буквально «песня комоса», то есть песня праздничного деревенского шествия. Согласно античным источникам простые люди, которые считали себя обиженными неким богатым человеком, собирались ночью возле его дома и распевали песни. В этих импровизациях они изобличали жестокость, корыстолюбие и другие негативные качества обидчика. Первым, кто стал развивать этот жанр, был некий переселившийся в Афины мегарянин Сусарион.
Другим источником возникновения комедии стал жанр фольклорных, бытовых, пародийно-мифологических шуточных сценок. Песни комоса акцентировали внимание на злободневных вопросах, критике любых более-менее заметных личностей, в том числе политиков, поэтов и философов и были по своей сути народным жанром. Включение комедий в репертуар Великих Дионисий в 487 или 486 году до н. э. связано с возросшей ролью афинского демоса после победы при Марафоне (490 год до н. э.). Праздник предполагал соревнование трёх драматургов. История сохранила имя первого победившего комедиографа Хионида. Около 444 года до н. э. комедии стали ставить также на втором по важности празднике в честь Диониса Ленеях. Эти праздники в честь бога виноделия лучше всего подходили для этого жанра древнегреческой литературы.
Жанр древней комедии был весьма популярным в Афинах. Современникам известно около 60 имён авторов этого типа литературных произведений. Целиком сохранились лишь 11 произведений Аристофана. Античная критика выделила по аналогии с триадой трагических драматургов Эсхилом, Софоклом и Еврипидом, триаду комедиографов — Кратина, Евполида и Аристофана.
Концом периода древней аттической трагедии антиковеды считают поражение Афин в Пелопоннесской войны в 404 году до н. э. Уже последние комедии Аристофана критики могут относить к периоду средней аттической комедии, которая отличается от древней отказом от острой политической сатиры, композиционными и стилистическими особенностями.

## Структура и содержание
Древние комедии обычно состояли из шести частей:
- Пролог — преимущественно сцена-диалог, в которой происходит экспозиция сюжета, а именно расстановка действующих лиц, фиксация обстоятельств и причин «запускающих» конфликт[3];
- Парод — выход на сцену хора с исполнением песни. По сравнению с пародом трагедии в древней комедии хор мог сам включаться в действие, либо на стороне главного героя, либо, напротив, стараясь помешать его замыслам. Иногда хор разделялся на два «противостоящих» один другому полухория, которые поочерёдно исполняли свои песни[3];
- Агон — противостояние, которое было обозначено в прологе, достигает наивысшего напряжения во время спора двух подбадриваемых полухориями противников. С победой одной из сторон конфликт оказывался исчерпанным[3];
- вереница балаганных сценок — могла занимать половину комедии. С первоначальным конфликтом их зачастую ничего, кроме личности главного героя, не связывало[3];
- Парабаса — обращение хора к зрителям между эпизодами балаганных сценок, в котором автор обращался к аудитории с советами, призывами, обличением тех или иных политиков[3]. В шести комедиях Аристофана содержится одновременно две парабасы[8];
- финальная часть или эксод.

В древних комедиях критиковали политиков, поэтов и других чем-либо примечательных личностей, а также обсуждали злободневные вопросы. Для этого жанра древнегреческой литературы не существовало границ в фантастичности сюжета и допустимой критике. Так, к примеру, в комедии «Ахарняне» Аристофан называет Аспасию хозяйкой борделя. Также он повторяет как факт расхожий анекдот о том, что возлюбленный Аспасии Перикл запретил гражданам Мегары торговать в Афинах, после того как некие мегаряне выкрали у Аспасии двух гетер. В древних комедиях нормальным было использование обсценной лексики. Древние комедии предназначались для взрослых мужчин, так как подростков и женщин в одеоны не допускали.